# Karmelitenkloster Paris
Die um die Mitte des 12. Jahrhunderts am Karmelgebirge gegründete und von Papst Honorius III. im Jahr 1226 zum Orden erhobene Gemeinschaft der Karmeliten (frz. Carmes) besaß in der Folgezeit mehrere Klöster in Paris. Die ersten sechs Ordensbrüder, die aufgrund ihres gestreiften Mantels in Frankreich auch Carmes barrés oder kurz Barrés genannt wurden, kamen im Jahr 1254 im Gefolge des von dem Sechsten Kreuzzug heimkehrenden Königs Ludwig IX. nach Paris.

## Das Karmelitenkloster beim Port Saint-Paul (1254–1309)
Das erste Pariser Karmelitenkloster und seine kleine Kirche entstanden mit Unterstützung des Königs auf der Rive Droite, in dem von Überschwemmungen bedrohten Marais, unweit des Hafens Port Saint-Paul (heute Port des Céléstins). Es nahm, außerhalb der Stadtmauer von Philipp-August, das Gelände der ehemaligen „Folie Morel“ in der rue de la Folie Morel ein, welche bald in rue des Barrés umbenannt wurde (heute rue de l’Ave-Maria im 4. Arrondissement). In der unmittelbaren Nachbarschaft, jedoch innerhalb der Stadtmauer siedelte Ludwig IX. im Jahr 1258 eine Gemeinschaft von flandrischen Beguinen an.
Die Baufälligkeit der „Folie Morel“ und die Überschwemmungsgefahr veranlassten die Karmeliten, sich in den Jahren von 1309 bis 1317 vorübergehend in der rue des Sept-Voies (heute rue Valette, 5. Arrondissement) am Nordhang der Montagne Sainte-Geneviève niederzulassen.

## Das Karmelitenkloster an der Montagne Sainte-Geneviève (1317–1790)
Dank einer Schenkung Philipps IV. († 1314) richteten die Karmeliten sich im Jahr 1317 endgültig in einigen, im unteren Bereich der Rue de la Montagne Sainte-Geneviève im 5. Arrondissement gelegenen Häusern ein. Das Areal des dort errichteten Couvents des Carmes Barrés später auch Couvent des Grands-Carmes genannt, auf dem sich die Kirche Notre-Dame du Mont Carmel erhob, dehnte sich durch den Ankauf benachbarter Grundstücke rasch aus. In der zweiten Hälfte des 18. Jahrhunderts entsprach es dem gegenwärtigen Viertel zwischen dem Boulevard Saint-Germain, der Rue de la Montagne Sainte Geneviève, der Rue du Sommerard (früher Rue des Noyers) und der Rue des Carmes. Während der Französischen Revolution wurde das Kloster im Jahr 1790 aufgehoben. Der Abriss der Konventsgebäude erfolgte im Jahr 1811.

### Beisetzungen
Im Couvent des Grands-Carmes wurden bestattet:
- 1441: Margarete von Burgund, die älteste Tochter von Johann Ohnefurcht, Herzog von Burgund, und Witwe des Dauphins Ludwig von Guyenne
- 1555: Oronce Finé, Mathematiker und Kartograph
- 1568: Gilles Corrozet, Drucker, Buchhändler, Historiker und Dichter
- 1762: Jean Truchet (P. Sébastien), Ordensbruder, Gelehrter

## Das Kloster der Unbeschuhten Karmeliten in der Rue de Vaugirard (1616–1792)
Im Jahr 1611 trafen die ersten Unbeschuhten Karmeliten aus Italien in Paris ein und bekamen vorübergehend ein Haus in der Rue Cassette zugewiesen. Unterdessen legte am 17. Februar 1613 in der Rue de Vaugirard Nr. 70 Nicolas Vivien den Grundstein für einen neuen Konvent der Unbeschuhten Karmeliten und die Königinmutter Maria von Medici jenen der Klosterkirche am 20. Juli desselben Jahres. Die Gebäude waren 1616 bezugsfertig, die Kirche wurde am 21. Dezember 1620 vollendet und am 21. Dezember 1625 von Léonor d’Etampes-Valençay, Bischof von Chartres dem heiligen Josef geweiht.

## Das Kloster der Unbeschuhten Karmeliten in der Rue des Archives (1633–1790)

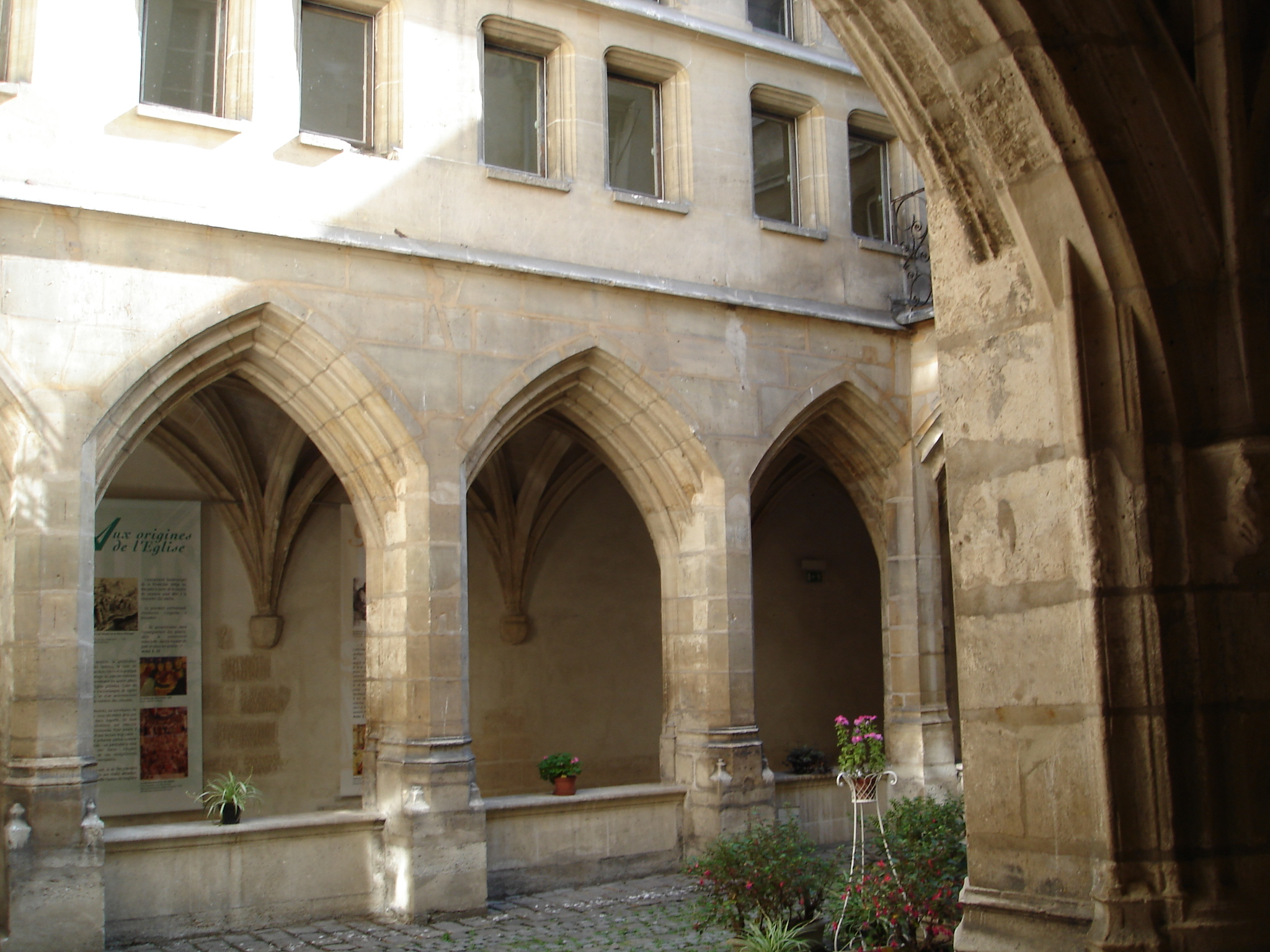
Klosterkreuzgang des ehemaligen Karmelitenklosters Couvent des Billettes, Paris

Im Jahr 1633 wurde die auch „Couvent des Billettes“ genannte Pariser Niederlassung des 1286 in der Diözese von Châlons-sur-Marne gegründeten Hospitalordens der Frères de la Charité Notre-Dame, aufgrund der mangelnden Disziplin den Unbeschuhten Karmeliten überlassen. Das ehemalige Klostergelände, auf dem noch heute der einzige in Paris erhaltene mittelalterliche Kreuzgang (1427) steht, lag zwischen den Straßen Rue des Billettes (heute Rue des Archives), Rue Sainte Croix de la Bretonnerie, Rue de la Verrerie und Rue de Moussi. Die verfallene Kirche wurde von 1756 bis 1758 durch die heutige Église des Billettes ersetzt. Das Kloster wurde während der Revolution im Jahr 1790 geschlossen.

### Beisetzungen
In der ursprünglichen Kirche war die Herzbestattung vorgenommen worden von:
- Eudes de Mézeray (1610–1683), Historiker

## Das Pariser Karmelitenkloster in der Gegenwart
Nachdem sie seit 1925 in der Villa de la Réunion Nr. 5 im 16. Arrondissement angesiedelt war, mietete der Konvent ab Februar des Jahres 2009 vorübergehend ein im Besitz der Diözese befindliches Gebäude, das neben der Basilique du Sacré-Cœur in der Cité du Sacré-Coeur Nr. 4 am Montmartre im 18. Arrondissement lag, in unmittelbarer Nachbarschaft des Karmelitinnenklosters in der Rue du Chevalier de la Barre. Der Umzug erklärte sich durch den im Oktober des Vorjahres mit den Maristenpatres abgeschlossenen Kaufvertrag, der die Karmeliten in den Besitz einer größeren Klosteranlage im 6. Arrondissement brachte und den Verkauf des früheren Hauses erforderte. Die Renovierung des zukünftigen Hauses der Karmeliten wurde im Jahr 2011 abgeschlossen, in das auch das vierhundertjährige Jubiläum der Anerkennung des ersten Klosters der Unbeschuhten Karmeliten durch das Pariser Parlament fiel.

## Karmelitinnen
Karmelitinnenklöster wurden Dank großzügiger Schenkungen der verwitweten Herzogin von Longueville, Schwiegermutter der Anne Geneviève de Bourbon-Condé, ab 1603 in der Rue Saint-Jacques Nr. 284 und ab Weihnachten 1617 in der Rue Transnonnain (heute Rue Chapon, Nr. 62/64) gegründet. 1657 entstand in der Rue Coquillière Nr. 29, eine Tochtergründung, die 1688 in die Rue de Grenelle Nr. 122 umzog.